# Webster, South Dakota
Webster är administrativ huvudort i Day County i South Dakota. Orten har fått sitt namn efter bosättaren J.B. Webster. Enligt 2010 års folkräkning hade Webster 1 886 invånare.